# Afweer van planten tegen herbivoren
Planten kennen verschillende afweermechanismen om zich tegen hun belagers, de herbivoren (planteneters), te beschermen. De meeste afweermechanismen zijn gericht tegen plantenetende insecten, maar ook zijn er aanpassingen tegen vraat door gewervelde dieren, zoals vogels en zoogdieren. De studie naar de afweer van planten tegen herbivoren is belangrijk, daar deze kan leiden tot toepassingen door de mens, zoals het gebruik van biologische bestrijding in de landbouw.

## Afweermechanismen

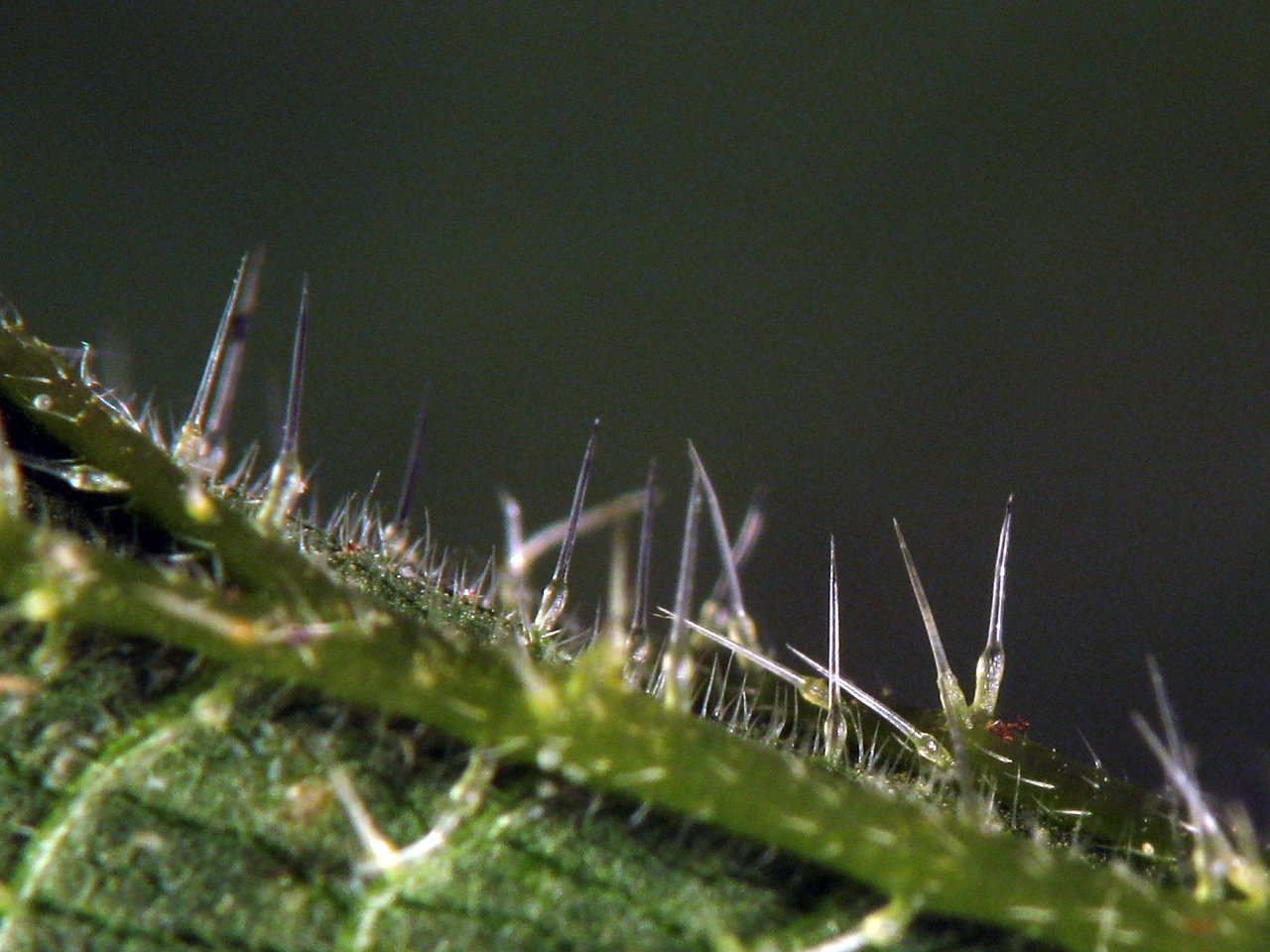
Brandharen van de grote brandnetel (Urtica dioica) bevatten irriterende stoffen om herbivoren op een afstand te houden.

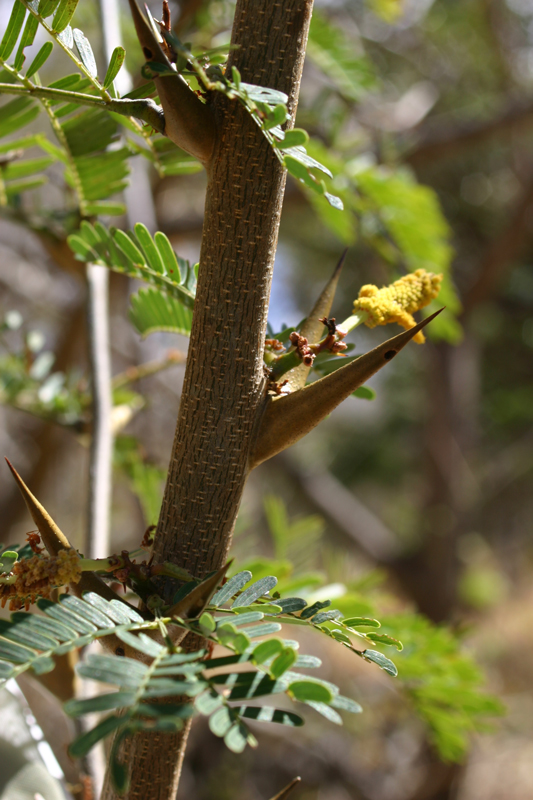
De grote holle stekels van Acacia collinsii bieden onderdak voor mieren, die op hun beurt de plant beschermen tegen herbivoren.

Er zijn drie afweermechanismen te onderscheiden: mechanische afweer, chemische afweer en indirecte afweer.

### Mechanische afweer
Planten beschikken over vele verschillende uiterlijke aanpassingen om vraat te voorkomen. Zo hebben sommige planten doornen of stekels op de stengel, zoals rozen (Rosa) of bramen (Rubus). Andere hebben prikkelende haartjes (brandharen) op de bladeren, die veelal irriterende stoffen bevatten. De brandnetel (Urtica) is daar een voorbeeld van. Deze structurele aanpassingen bemoeilijken veelal het aanvreten of grazen op deze planten.
Sommige planten verhinderen het leggen van eieren door plantenetende insecten door middel van het nabootsen van deze eieren op hun bladeren. Passiebloemen (Passifloraceae) bijvoorbeeld maken kleine, ronde, gele bolletjes op hun stengels en bladeren aan. Deze bolletjes lijken sterk op de eitjes van de zebravlinder (Heliconius charitonius). Deze vlinder heeft namelijk de voorkeur eitjes te leggen op passiebloemen. Wanneer de eitjes uitkomen, vreten de rupsen vervolgens de plant aan. Voordat de zebravlinder de eitjes legt, onderzoekt deze eerst of er al niet eitjes van soortgenoten op de plant zijn gelegd. Eerder gelegde eieren vormen een gevaar, daar de pasgeboren rupsen de nog niet uitgekomen eieren aanvreten. Een zebravlinder die eieren van zijn soortgenoten aantreft, zal dan ook de passiebloem weer verlaten. Deze vorm van mechanische afweer door nabootsing noemt men mimicry.

### Chemische afweer
Planten produceren vele verschillende stoffen (secundaire plantenstoffen) die herbivoren af weren. Deze kunnen ervoor zorgen dat de plant niet lekker smaakt, bijvoorbeeld heel bitter is, of zelfs giftig is. Bekende groepen plantenstoffen met onder meer deze functie zijn alkaloïden en isothiocyanaten.
Een bekend voorbeeld is de productie van nicotine door de gewone tabaksplant (Nicotiana tabacum). Nicotine is zeer giftig; weinig organismen zijn daar tegen resistent. Voor mensen bijvoorbeeld zijn enkele tientallen milligram nicotine al dodelijk. Ook de productie van cafeïne door de koffieplant (Coffea) is een vorm van chemische afweer. Deze stof verlamt bepaalde insecten die de plant aanvreten.
Bij veel vormen van chemische afweer is deze constant in de plant aanwezig. Maar vaak wordt een chemisch afweermechanisme in werking gezet door de aanwezigheid van een herbivoor. Zo gaat de tabaksplant pas nicotine produceren als deze wordt aangevreten.

### Indirecte afweer
Wanneer planten worden aangevreten door bepaalde insecten, kunnen ze geurstoffen afgeven die de natuurlijke vijand van deze insecten aantrekken. Er is dan sprake van indirecte afweer. Een voorbeeld is de sperzieboon (Phaseolus vulgaris) die wordt belaagd door de bonenspintmijt (Tetranychus urticae). Wanneer de plant wordt aangevreten, geeft deze geurstoffen af die de roofmijt (Phytoseiulus persimilis), de natuurlijke vijand van de bonenspintmijt, aantrekt. Daarnaast blijken bonenplanten in de directe omgeving van aangevreten planten ook deze geurstoffen op te vangen. De naastliggende plant gaat hierop tevens deze geurstoffen produceren om de roofmijt aan te trekken.
Er zijn ook planten die onderdak en voedsel bieden aan de natuurlijke vijanden van de herbivoren zodat ze deze continu bij zich houden. Zo zijn er boomsoorten van het geslacht Acacia die holle stekels hebben, waarin mieren kunnen huizen. Bovendien produceren ze extra nectar voor de mieren. Deze mieren verdedigen vervolgens de boom tegen vraat van bepaalde insectensoorten.

## Toepassingen

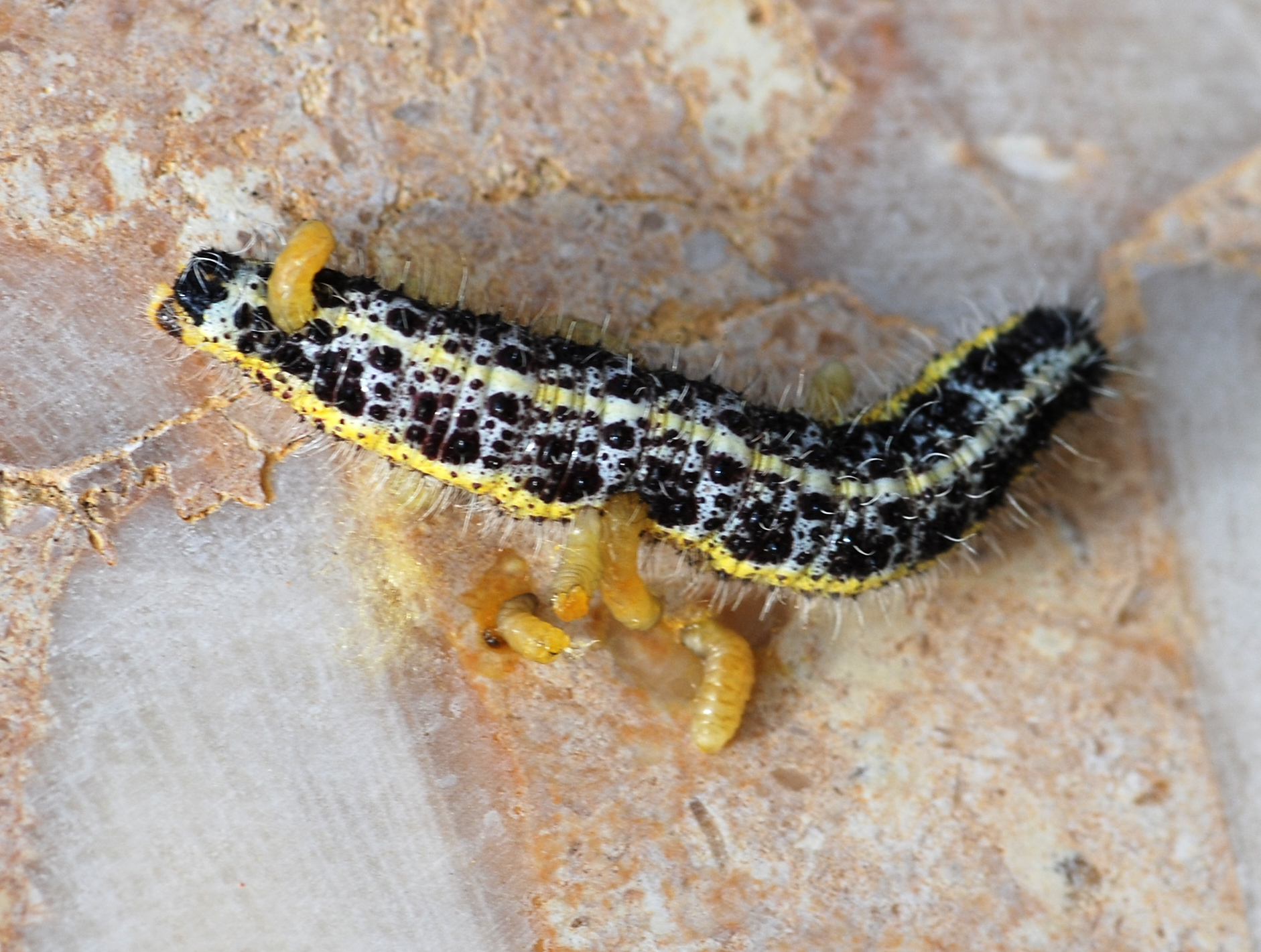
Groot koolwitje geparasiteerd door de sluipwesp Apanteles glomeratus

De mens profiteert van de verschillende afweermechanismen van planten. Zo maakt hij gebruik van vele chemische afweerstoffen van planten. Naast cafeïne en nicotine zijn ook salicylzuur (een onderdeel van acetylsalicylzuur), cocaïne en morfine stoffen die door planten worden geproduceerd ter afweer.
Planten met een chemisch afweermechanisme vinden vaak farmaceutische toepassingen.
Van de indirecte afweermechanismen kan gebruik worden gemaakt in de landbouw. Zo worden bijvoorbeeld sluipwespen (Hymenoptera) in de landbouw ingezet tegen de vraat van rupsen van het klein koolwitje (Pieris rapae). Bij vraat wordt de sluipwesp aangetrokken door de geurstof die de plant afgeeft en legt ze eieren in de rups. Wanneer de eieren uitkomen, eten de larven de rupsen van binnenuit leeg. Sluipwespen worden vooral ingezet op gewassen die in kassen worden gekweekt, daar ze anders kunnen wegvliegen. Dit is een voorbeeld van biologische bestrijding.